# Cyardium obscurum
Cyardium obscurum är en skalbaggsart som beskrevs av Aurivillius 1925. Cyardium obscurum ingår i släktet Cyardium och familjen långhorningar. Inga underarter finns listade i Catalogue of Life.